# Domagkstraße
Die Domagkstraße ist eine knapp 1,6 km lange Straße im Norden des Münchner Stadtteils Schwabing. Sie führt in West-Südost-Richtung von der Leopoldstraße/Ingolstädter Straße zur Ungererstraße und wird nach Westen durch die Milbertshofener Straße fortgesetzt.

## Beschreibung
An der Domagkstraße liegt die Parkstadt Schwabing mit Skyline Tower, Interhyp, Amazon und Osram sowie der Domagkpark (ehem. Funkkaserne) mit Domagkateliers. Sie überquert die A9 und wird von der Tram 23 unterquert.

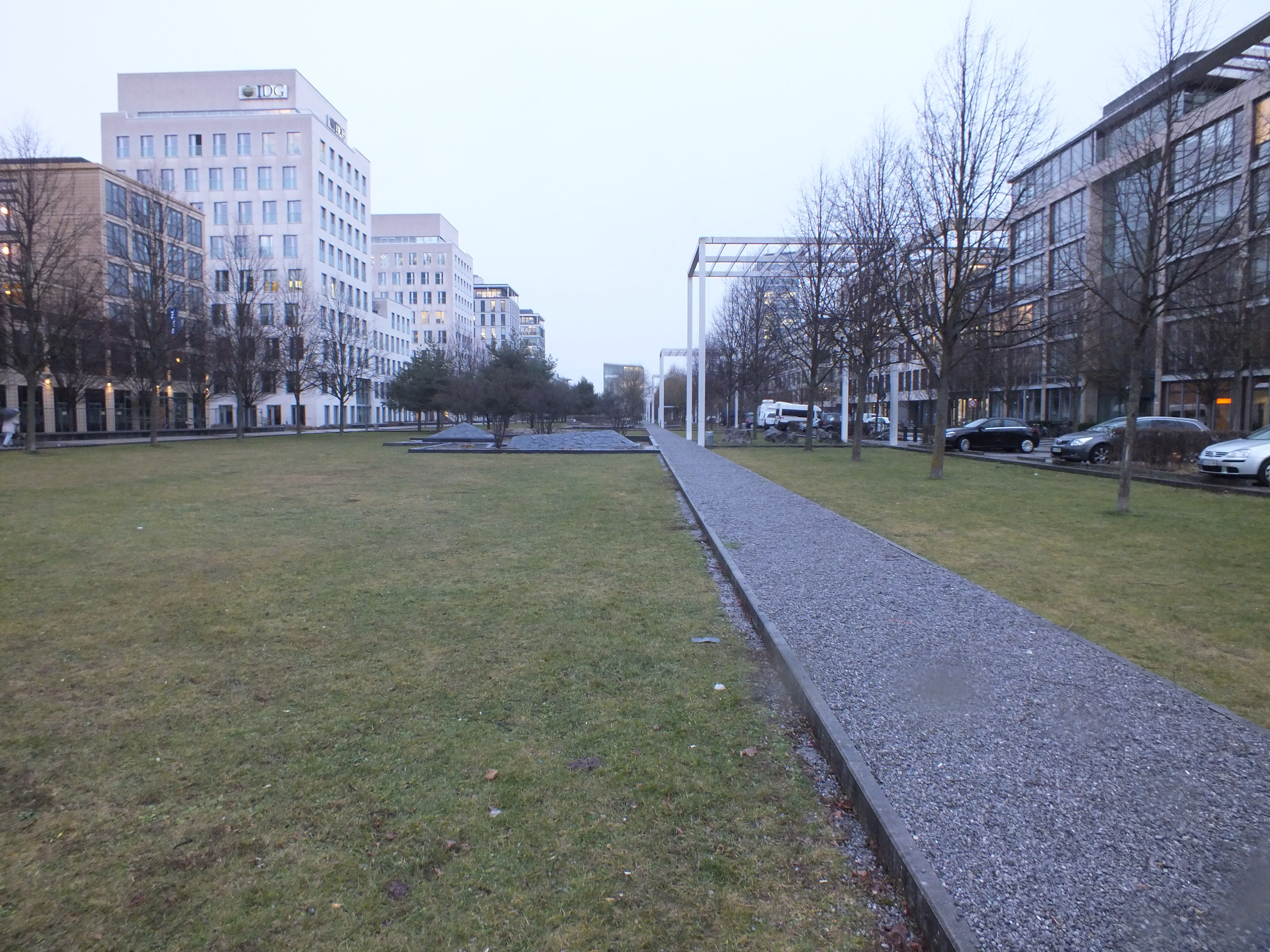
Parkstadt Schwabing
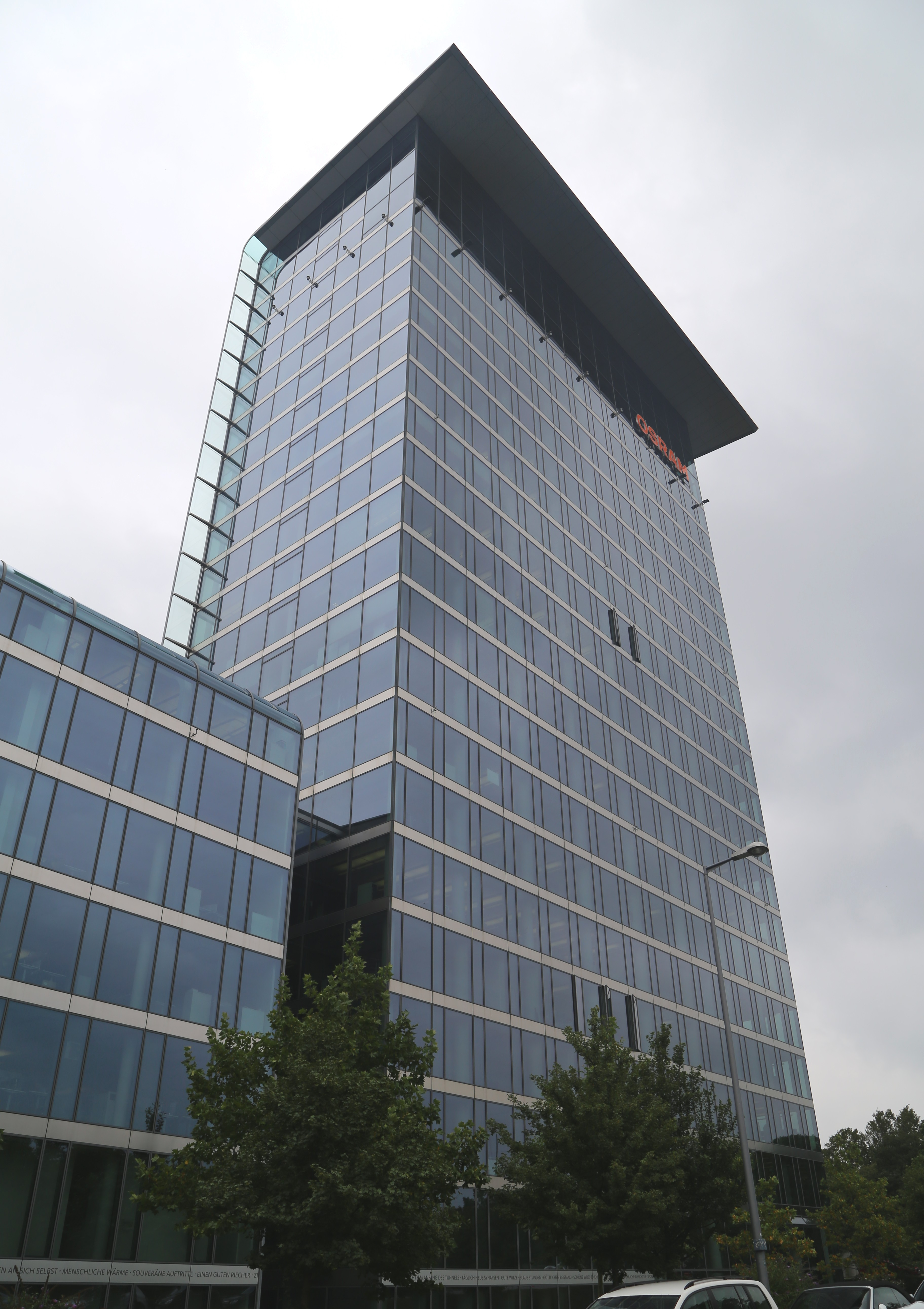
Skyline Tower
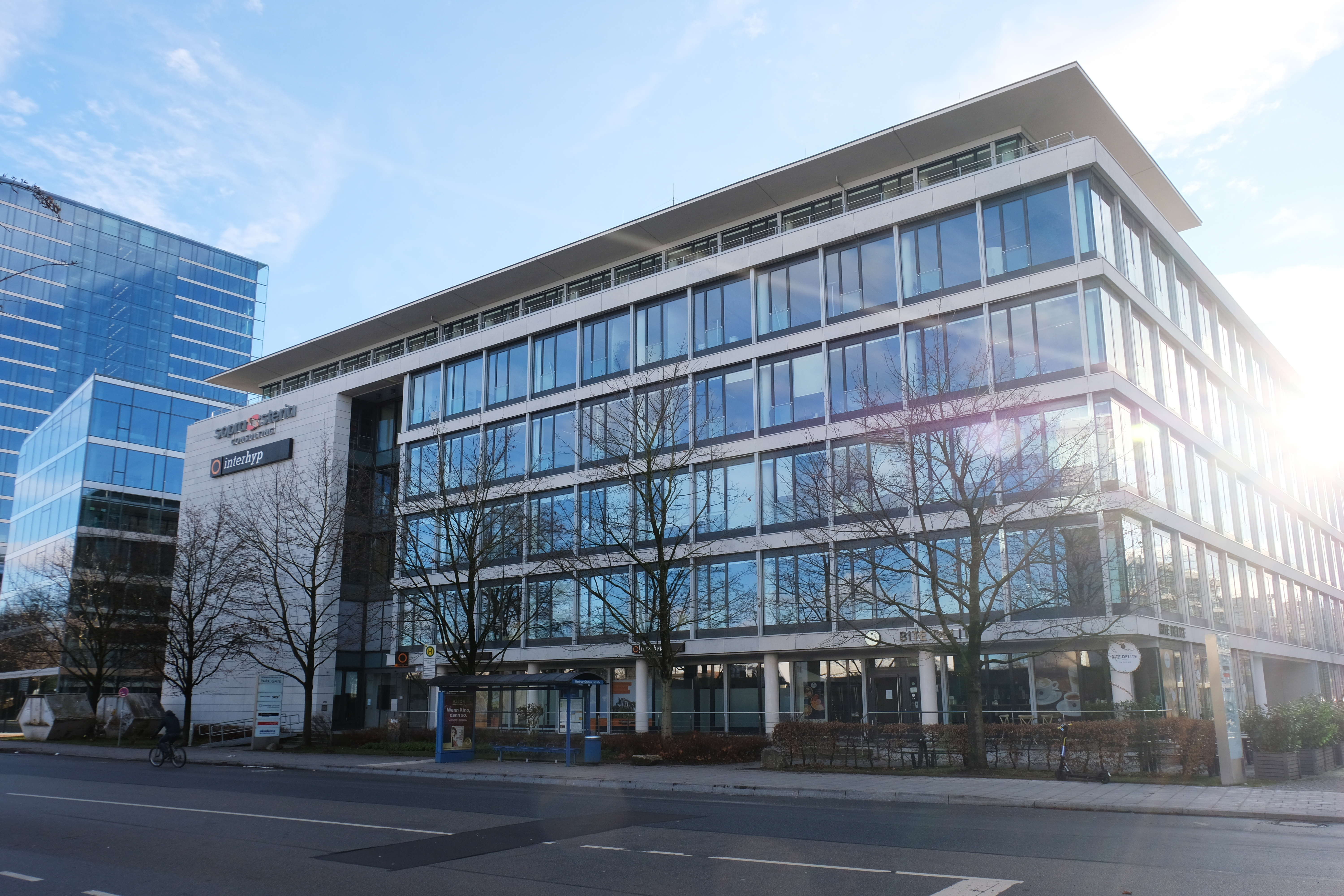
Domagkstraße 34
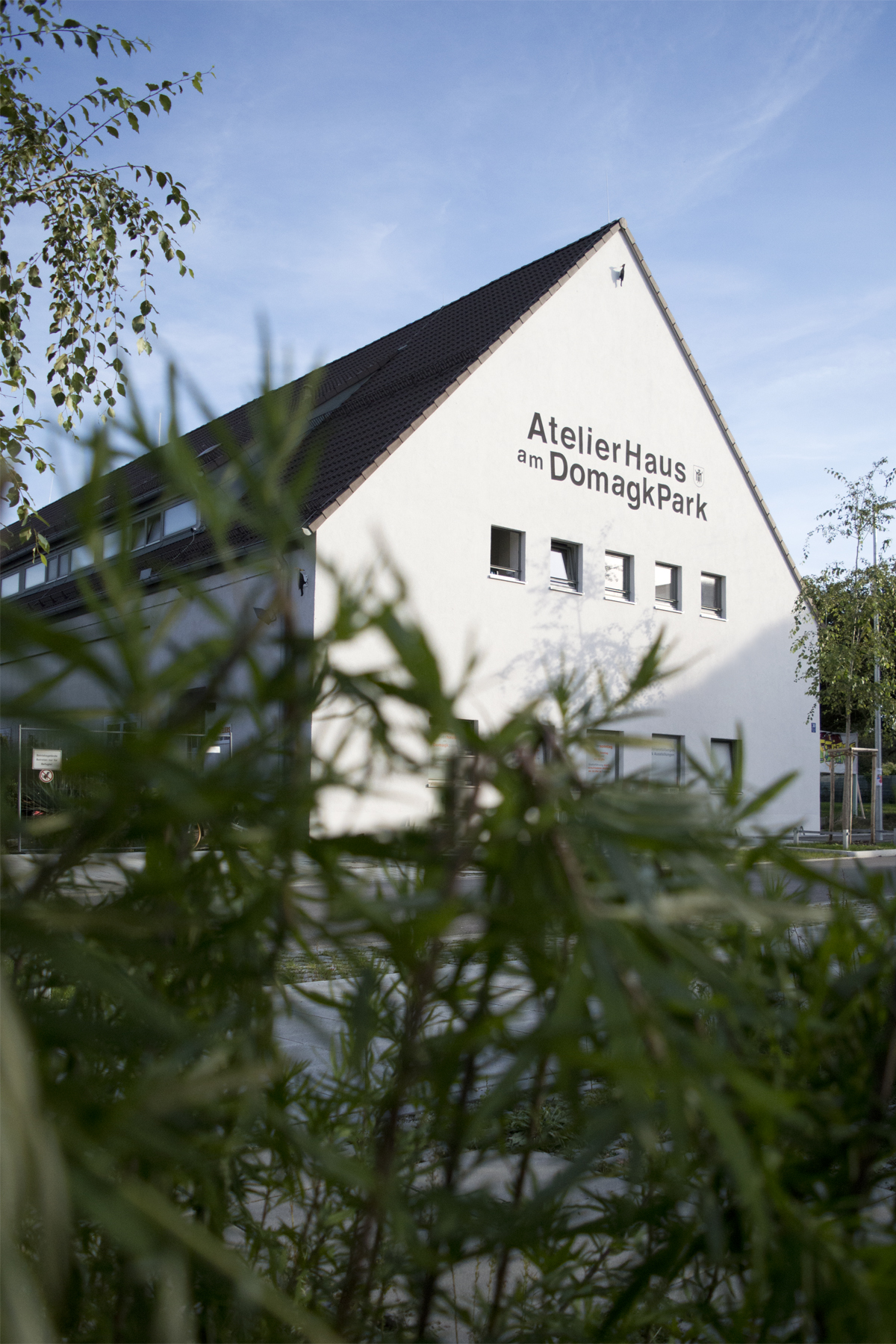
Künstlerkolonie Domagkateliers

## Geschichte
An der Domagkstraße befand sich von 1984 bis 2008 die neue Alabamahalle, die den Namen einer gleichnamigen Veranstaltungshalle an der nahegelegenen Knorrstraße übernahm; in der früheren Halle wurde unter anderem die Sendung Live aus dem Alabama produziert.
Die Straße diente auch nach Auszug der Bundeswehr aus der ehemaligen Funkkaserne als Namensgeber für das Areal, es wurde ab 1993 Domagkgelände genannt. Es entwickelte sich dort in Folge die zeitweise größte Künstlerkolonie Europas, die sogenannten Domagkateliers. Seit Errichtung des neuen Stadtviertels Domagkpark existiert davon nur noch das Haus 50 der Künstlergemeinschaft.
Sie wurde 1966 nach dem Mediziner (Pathologe, Bakteriologe und Nobelpreisträger) Gerhard Johannes Paul Domagk benannt. Zuvor hieß sie Lenardstraße nach dem NS-belasteten Physiker Philipp Lenard.